# 威廉·康明斯·懷特
威廉·康明斯·懷特（英語：William Comings White；1890年—1965年）是一位電機工程師。他是諾貝爾化學獎得主歐文·朗繆爾的親戚，也是朗繆爾在通用電器研發實驗室的研究助理。懷特生於布魯克林，大部分的人生都在斯克內克塔迪度過，住在通用電器住宅規劃區羅威爾路（Lowell Road）上的屋子裡。
懷特的工作內容主要是協助開發品名為Kenotron與Pliotron的二極管與三極管，這些真空管會在極端的真空狀態下運作。
懷特於1948年獲哥倫比亞大學頒發名譽學位。
懷特的論文都儲藏在聯合學院的霞飛圖書館特別館藏部（Schaffer Library Special Collections Department）。